# عيد الباكورة
عيد الباكورة هو عيد يهودي يوافق حصاد الشعير فيه اعتاد الشعب اليهودي ممارسة طقوس بهيجة للغاية غايتها تقديم الشكر لله واهب الخيرات. وقد ارتبط عيد الباكورة مع عيدي الفصح والفطير وعيد الخمسين. فعيد الباكورة يحتفل به خلال أيام عيد الفطير ويأتي عيد الخمسين بعده بخمسين يومًا. ويعتبر أول الأعياد الزراعية. ونلاحظ أن الشعب احتفل بعيدي الفصح والفطير في البرية ولكن عيد الباكورة احتفلوا به لأول مرة بعد أن دخلوا أرض كنعان. ونلاحظ أن الباكورة كانت تقدم من الشعير. والشعير طعام المساكين.

## الطقس
كان يقدم في هذ اليوم حزمة البكور ليتقدس الحصاد كله، ولم يكن ممكناً أن يأكل أحد من المحصول الجديد في أي صورة من الصور سواء كان خبز أو فريك أو سويق قبل أن يتم ترديد حزمة الباكورة ليكون الله أولاً. وكان بعد أن يتم ترديد أول حزمة يعرض المحصول الجديد للبيع في الأسواق.
وكان ثلاث شيوخ من مجمع السنهدريم يخرجون في اليوم السابق لعيد الفصح ليحصدوا في الحقول المجاورة لأورشليم من الشعير بين هتافات الشعب. وكان الكاهن يردد حزمة الشعير أمام الرب ليرضى عن شعبه، ويكلل السنة الزراعية بالبركة. وبعد الترديد تصير الحزمة من نصيب الكهنة والمعنى أن هذه البركة يا رب منك. وغالباً كان الترديد يتم بعد تحميص الحبوب وطحنها في هاون ثم نخلها ليقدم الكاهن ملء قبضة يده من الدقيق الناعم بعد أن يلته بالزيت.

## المواعيد
كان حصد الباكورة يتم ليلة الفصح ويوم 14 كان الفصح (كانوا يحتفلون به مساءً) ويوم 15 كان عيداً ويسمى سبت فهو يوم راحة وعطلة (خر12: 16) ويوم 16 كان غد العيد أو غد السبت وفيه يتم ترديد أول عُمُر. وهذا اليوم هو ثانى أيام الفطير. فأول أيام الفطير هو 15 أبيب. وقد حدث خلاف في تفسير كلمة في غد السبت. والتفسير السابق هو للفريسيين، أما الصدوقيين فكانوا يرون أنه يجب أن ينتظروا حتى يأتي أول سبت بعد الفصح ويرددوا الباكورة بعده.

## في المسيحية
الحزمة التي تقدم تمثل شخص السيد المسيح الذي يقدم حياته تقدمة سرور للآب على نار الصليب وكرمز لهذا يقدمون خروفا محرقة والمسيح قدم نفسه لكي يتبارك فيه كل الحصاد (الكنيسة) بأن يشترك المسيحيون في حياته الأبدية، حياته المقامة من الأموات. ويشير لهذا تقدمة الدقيق 	(الدقيق يشير للحياة التي حصل عليها المسيحيون عليها بقيامة المسيح) ملتوت بزيت (والزيت رمز للروح القدس الذي يثبت حياة المسيح في المسيحين). وهذا الدقيق الملتوت بالزيت يقدم وقودا للرب رائحة سرور (أي يقدم على نار المذبح فيتقبله الله رائحة سرور).
والمسيح في موته كان حبة الحنطة التي سقطت في الأرض وماتت لتأتى بثمر كثير (يو 12: 24). ويوم موت المسيح يشار له هنا بالفصح. وموت المسيح كان حتى يخلص الإنسان من إلانسان العتيق أو من خميرة الفساد التي تسللت للبشر، أي ليحول المسيحين لفطير. ولاحظ أن قيامة المسيح توافقت مع تقديم اليهود لباكورتهم، فالمسيح صلب في عيد الفصح. وبينما اليهود كانوا في أفراح عيد الباكورة كان المسيحيون يتبادلون التهانى بقيامة المسيح الباكورة. والمسيح بقيامته في يوم عيد الباكورة أراد أن يظهر أنه هو الباكورة الحقيقية. هو البكر القائم من بين الأموات ليهب فيه القيامة ويرفع المسيحين إلى حضن ألاب فيحيوا في السموات. فهو بكر كل خليقة (كو1: 15) وفيه صارت كنيسة أبكار (عب12: 23 + يع1: 28 + خر4: 22 + 1كو15: 20) ولقد إحتفل الشعب بعيدى الفصح والفطير في البرية لكن إحتفلوا بعيد الباكورة في الأرض. فعيد الباكورة أي القيامة لا بد أن تكون في الأرض الجديدة والسماء الجديدة. وهذا معنى آية "10" متى جئتم إلى الأرض.

## الايات من العهد القديم (عربية)
الأيات (9-14):-" 9وكَلَّمَ الرَّبُّ مُوسَى قَائِلاً: 10«كَلِّمْ بَنِي إِسْرَائِيلَ وَقُلْ لَهُمْ: مَتَى جِئْتُمْ إِلَى الأَرْضِ الَّتِي أَنَا أُعْطِيكُمْ وَحَصَدْتُمْ حَصِيدَهَا، تَأْتُونَ بِحُزْمَةِ أَوَّلِ حَصِيدِكُمْ إِلَى الْكَاهِنِ. 11فَيُرَدِّدُ الْحُزْمَةَ أَمَامَ الرَّبِّ لِلرِّضَا عَنْكُمْ. فِي غَدِ السَّبْتِ يُرَدِّدُهَا الْكَاهِنُ. 12وَتَعْمَلُونَ يَوْمَ تَرْدِيدِكُمُ الْحُزْمَةَ خَرُوفًا صَحِيحًا حَوْلِيًّا مُحْرَقَةً لِلرَّبِّ. 13وَتَقْدِمَتَهُ عُشْرَيْنِ مِنْ دَقِيق مَلْتُوتٍ بِزَيْتٍ، وَقُودًا لِلرَّبِّ رَائِحَةَ سَرُورٍ، وَسَكِيبَهُ رُبْعَ الْهِينِ مِنْ خَمْرٍ. 14وَخُبْزًا وَفَرِيكًا وَسَوِيقًا لاَ تَأْكُلُوا إِلَى هذَا الْيَوْمِ عَيْنِهِ، إِلَى أَنْ تَأْتُوا بِقُرْبَانِ إِلهِكُمْ، فَرِيضَةً دَهْرِيَّةً فِي أَجْيَالِكُمْ فِي جَمِيعِ مَسَاكِنِكُمْ."

## الايات من العهد القديم (عبرية)
9 וַיְדַבֵּ֥ר יְהוָ֖ה אֶל־מֹשֶׁ֥ה לֵּאמֹֽר׃
10 דַּבֵּ֞ר אֶל־בְּנֵ֤י יִשְׂרָאֵל֙ וְאָמַרְתָּ֣ אֲלֵהֶ֔ם כִּֽי־תָבֹ֣אוּ אֶל־הָאָ֗רֶץ אֲשֶׁ֤ר אֲנִי֙ נֹתֵ֣ן לָכֶ֔ם וּקְצַרְתֶּ֖ם אֶת־קְצִירָ֑הּ וַהֲבֵאתֶ֥ם אֶת־עֹ֛מֶר רֵאשִׁ֥ית קְצִירְכֶ֖ם אֶל־הַכֹּהֵֽן׃
11 וְהֵנִ֧יף אֶת־הָעֹ֛מֶר לִפְנֵ֥י יְהוָ֖ה לִֽרְצֹנְכֶ֑ם מִֽמָּחֳרַת֙ הַשַּׁבָּ֔ת יְנִיפֶ֖נּוּ הַכֹּהֵֽן׃
12 וַעֲשִׂיתֶ֕ם בְּי֥וֹם הֲנִֽיפְכֶ֖ם אֶת־הָעֹ֑מֶר כֶּ֣בֶשׂ תָּמִ֧ים בֶּן־שְׁנָת֛וֹ לְעֹלָ֖ה לַיהוָֽה׃
13 וּמִנְחָתוֹ֩ שְׁנֵ֨י עֶשְׂרֹנִ֜ים סֹ֣לֶת בְּלוּלָ֥ה בַשֶּׁ֛מֶן אִשֶּׁ֥ה לַיהוָ֖ה רֵ֣יחַ נִיחֹ֑חַ וְנִסְכֹּ֥ה יַ֖יִן רְבִיעִ֥ת הַהִֽין׃
14 וְלֶחֶם֩ וְקָלִ֨י וְכַרְמֶ֜ל לֹ֣א תֹֽאכְל֗וּ עַד־עֶ֙צֶם֙ הַיּ֣וֹם הַזֶּ֔ה עַ֚ד הֲבִ֣יאֲכֶ֔ם אֶת־קָרְבַּ֖ן אֱלֹהֵיכֶ֑ם חֻקַּ֤ת עוֹלָם֙ לְדֹרֹ֣תֵיכֶ֔ם בְּכֹ֖ל מֹשְׁבֹֽתֵיכֶֽם׃ ס